# ورود صوالحة
ورود صوالحة ( 3 نوفمبر 1991 في عصيرة الشمالية - ) عدائة رياضية أولمبية فلسطينية من عصيرة الشمالية شمال الضفة الغربية. شاركت في دورة الألعاب الأولمبية المنعقدة في لندن عام 2012.
بدأت مسيرتها بالركض في شوارع بلدتها برفقة أحد أفراد عائلتها عندما كانت في الثالثة عشر من عمرها. جمعت منذ ذلك الحين، العديد من الميداليات والألقاب المحلية. سافرت إلى قطر، ومصر، والأردن لتتدرب على الألعاب الأولمبية؛ لافتقار الضفة الغربية على أية مضامير مجهزة للعدو.

## روابط خارجية
- ورود صوالحة على موقع الاتحاد الدولي لألعاب القوى (الإنجليزية)
- ورود صوالحة على موقع أوليمبيديا (الإنجليزية)